# Basilika St. Vinzenz

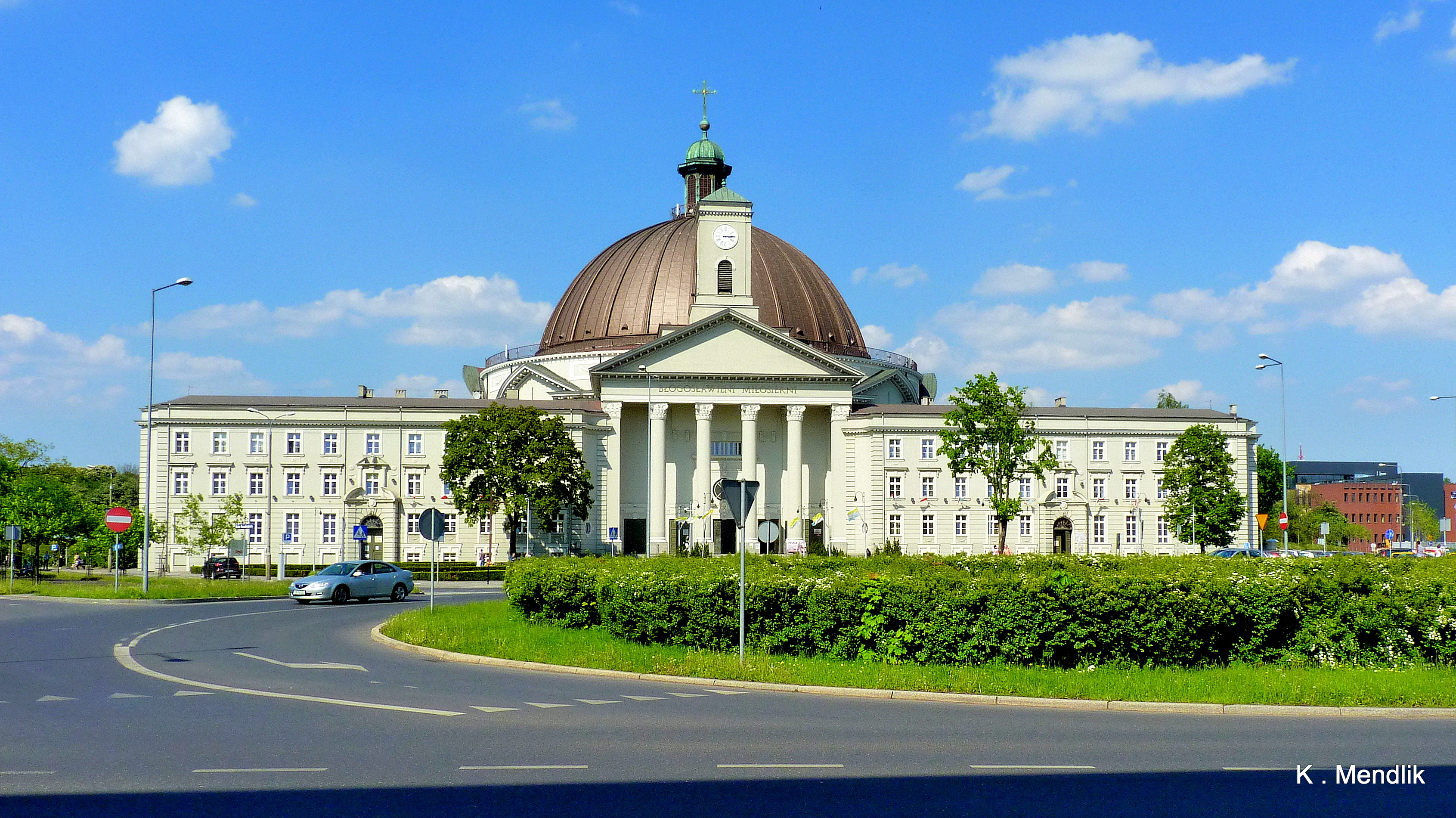
Basilika St. Vinzenz

Die Basilika St. Vinzenz (polnisch Bazylika św. Wincentego à Paulo) ist eine römisch-katholische Kirche in Bydgoszcz (deutsch Bromberg) in der Woiwodschaft Kujawien-Pommern, Polen. Die Pfarrkirche des Bistums Gniezno ist Vinzenz von Paul gewidmet und trägt den Titel einer Basilica minor. Die neoklassizistische Kirche stammt aus dem 20. Jahrhundert und ist denkmalgeschützt.

## Geschichte

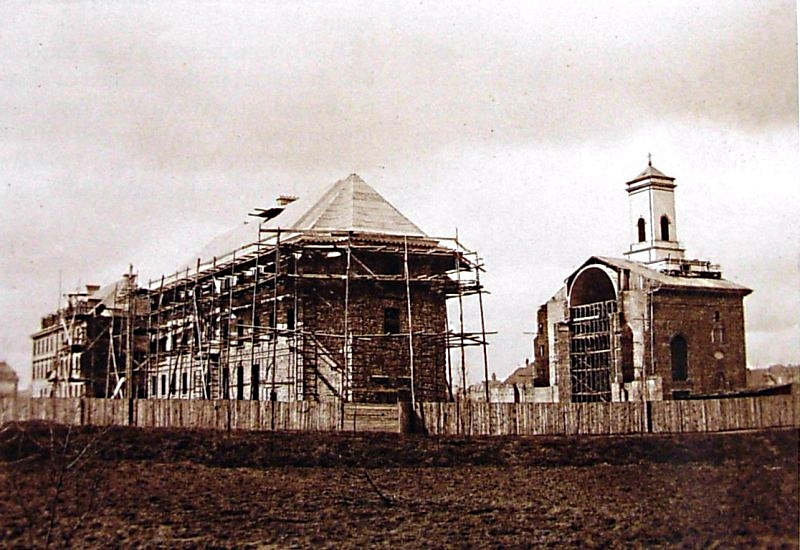
Bauphase 1927

1923 wurde die Kongregation der Missionare des heiligen Vinzenz von Paul von Kardinal Edmund Dalbor, Erzbischof von Gnesen und Poznań, nach Bydgoszcz eingeladen, um eine neue Kirche, ein Kloster und eine Missionsschule in der Stadt zu eröffnen, wozu die Stadtverwaltung von Bydgoszcz ein ausgedehntes Grundstück anbot. Im März 1924 begann der Architekt Adam Ballenstedt (1880–1942) aus Posen mit den Vorbereitungsarbeiten. Am 1. Mai 1924 wurde die Pfarrei St. Vinzenz von Paul errichtet. Der Grundstein für die Kirche wurde am 27. September 1925 von Bischof Antoni Laubitz aus Gnesen feierlich gelegt. Ende 1927 wurde der Chor gebaut, und Anfang 1928 begannen die Fundamentarbeiten unter dem Kirchenschiff.
Die Pfarrer Antoni Mazurkiewicz und Ludwik Moska reisten zur Finanzierung in die Vereinigten Staaten, um dort Spendensammlungen bei polnischen Amerikanern zu organisieren. Die 1931 in Betrieb genommene Privatschule hatte wegen mangelnder Finanzierung nur zwei Jahre bestand.
Anfang 1932 wurden beide Seitenflügel der Kirche fertiggestellt, Ende 1933 wurden die Wände der Rotunde errichtet, 1935 konnte die Stahlbetonkuppel aufgesetzt werden. Ende 1938 war die Kirche grob fertig gestellt. Der Ausbruch des Zweiten Weltkrieges erforderte eine rasche Fertigstellung der mit einem Dach bedeckten Kuppel mit einer internen Treppe, die das Versammlungshaus mit der Kirche verband.
Am 16. September 1939 wurde die Kirche von der deutschen Armee geschlossen und teilweise von den deutschen Truppen und der Polizei als Lagerhaus genutzt. Während ihres Rückzugs aus der Stadt setzten die sich zurückziehenden deutschen Truppen das Gebäude am 19. Januar 1945 in Brand, der drei Tage dauerte. Die einrückenden sowjetischen Truppen feuerten Artilleriegranaten auf die Kirche ab und beschädigten die Kuppel schwer und verursachten einen weiteren Brand im Wohnteil.

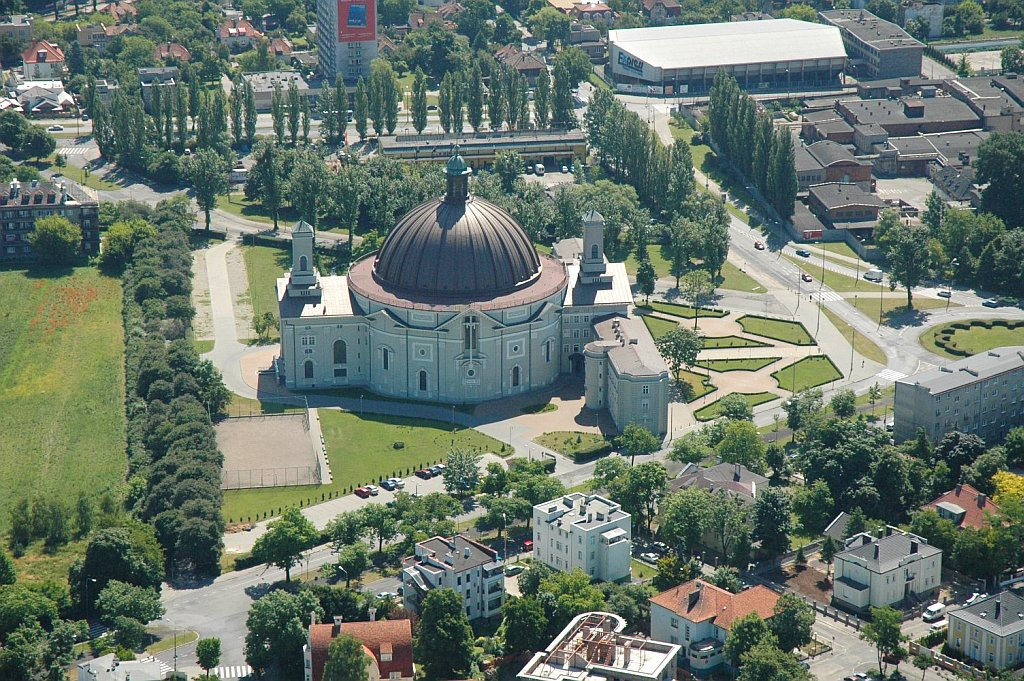
Luftaufnahme

Am 15. März 1945 trafen die ersten neuen Missionare aus Krakau ein, der Schutt wurde beseitigt und die Kirche wieder für den Gottesdienst geöffnet. Am 27. Mai fanden in dem Gebäude regelmäßige Gottesdienste statt. Dann begann der lange Prozess des Wiederaufbaus: 1949 wurde die Kapelle der Muttergottes von Tschenstochau nach einem Entwurf von Jan Kossowski wiederaufgebaut; in den 1950er Jahren wurden die Innenwände der Kirche verputzt und die Altäre wiederaufgestellt.
Nachdem eine Reihe von Projekten abgelehnt worden war, genehmigten die polnischen Behörden 1966 den Bau der äußeren Kuppel und begannen mit dem Bau.
Von 1967 an wurden die Arbeiten zum Wiederaufbau der Kirche vom Architekten Wiktor Zin geleitet. Nach Zins Entwurf wurden im Inneren Marmorpilaster mit korinthischen Kapitellen angebracht, ein Chor gebaut und ein Spiegelmosaik installiert. Wiktor Zin entwarf auch Mosaike an den Decken, die Dekoration des Heiligtums, Rosetten in den Kassetten der Kuppel und Buntglasfenster.
Nach der Fertigstellung fand die Kirchweihe am 22. Mai 1980 unter Leitung von Kardinal Stefan Wyszyński und Pater Tadeusz Gocłowski statt, der die Vinzentiner vertrat.
Die Ausstattung wurde 1996 mit den "Türen der Seligpreisungen" an der Hauptfassade ergänzt. Am 7. Oktober 1997 erhob Papst Johannes Paul II. während einer Messe in Gnesen die Kirche in den Rang einer Basilica minor.
Am 27. September 2000 fanden in der Basilika die Jubiläumsfeierlichkeiten zum 350. Jahrestag der Ankunft der Missionare des heiligen Vinzenz von Paul in Polen statt, in Anwesenheit vieler angesehener Gäste, wie Pater Robert P. Maloney, Generalsuperior der Vinzentiner aus Rom, Erzbischof Henryk Muszyński und Erzbischof Tadeusz Gocłowski.

## Architektur

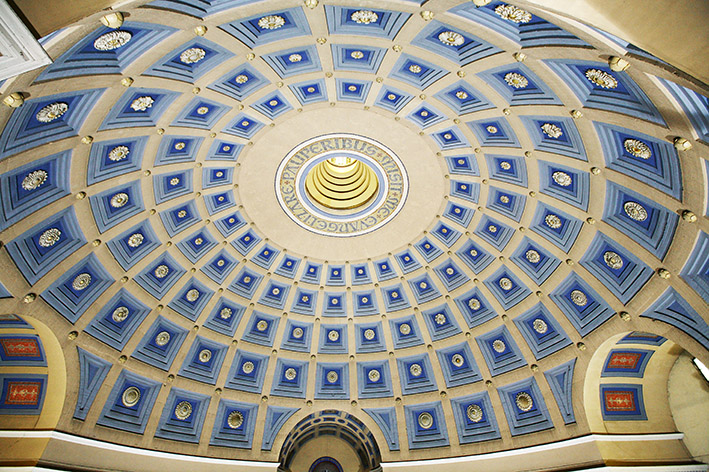
Kuppel

Die Basilika befindet sich in unmittelbarer Nähe des Idyllviertels (polnisch: Sielanka), das Anfang der 1920er Jahre vom deutschen Architekten Josef Stübben entwickelt, geplant und gestaltet wurde.
Die Basilika ist die größte Kirche in Bydgoszcz und eine der größten in Polen. Unter ihrer 2.200 Tonnen schweren Kuppel bietet sie Platz für etwa 12.000 Menschen. Das Kreuz auf der 55 Meter hohen Kuppel steht auf einer Laterne und ragt 65 Meter hoch. Damit ist die Kirche das zweithöchste Gebäude in Bydgoszcz nach der Turmspitze der St.-Andreas-Bobola-Kirche (75 m).

## Innenraum

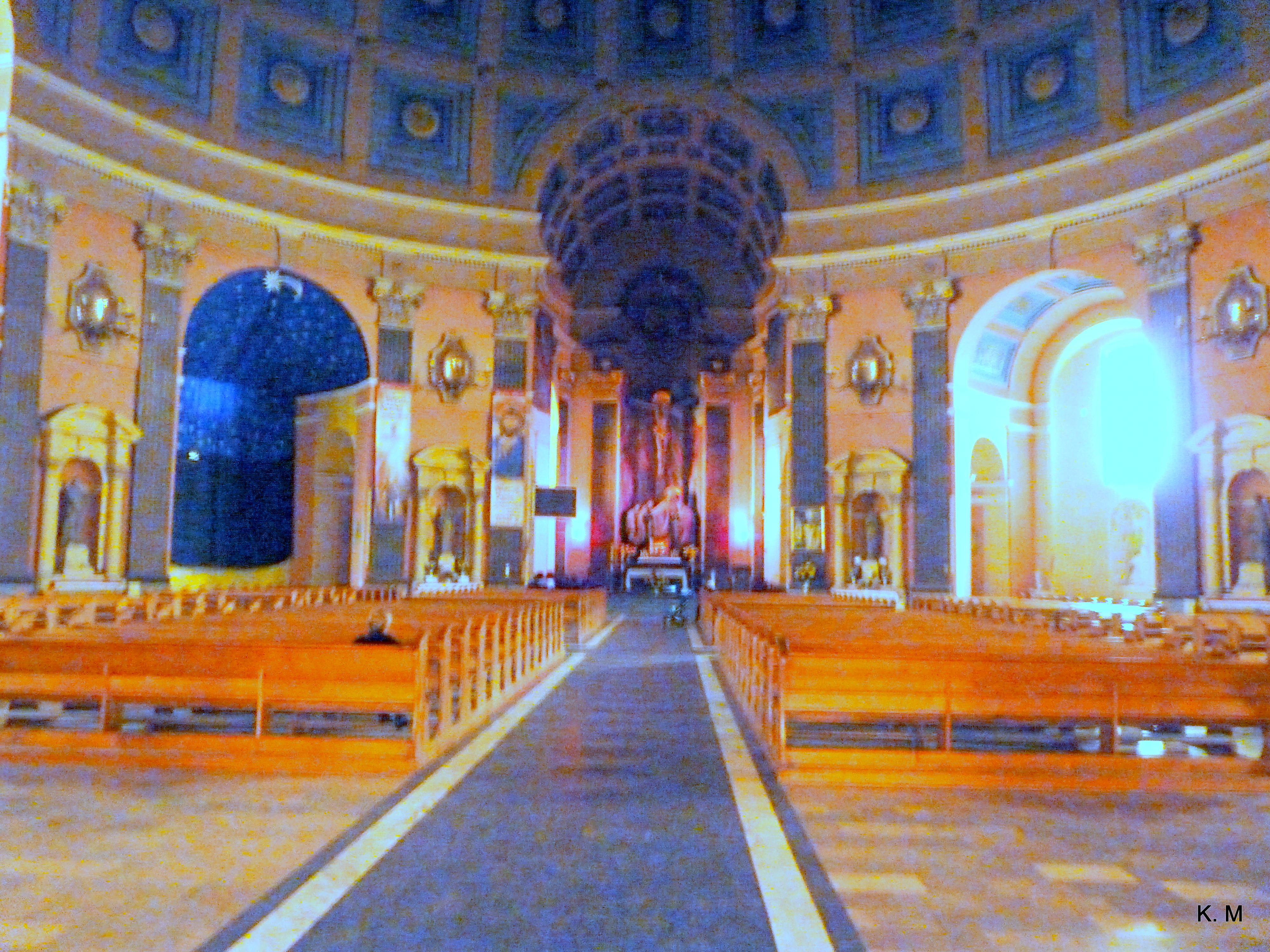
Innenraum

Die charakteristische Kuppel überspannt den Innenraum mit 108 Kassetten, die mit 32 verschiedenen Rosetten gefüllt sind. Im Jahre 1966 wurden an der Innenseite der Kuppel stuckartig stilisierte Blumen aufgehängt, von denen eine zwei Meter groß ist und mehr als 300 kg wiegt.
Der Hauptaltar wurde von Wiktor Zin entworfen und zeigt eine monumentale Gruppe von Kreuzigungen und Mosaiken. In Anlehnung an das Thema auf dem Altar erinnern zwei Mosaike auf jeder Seite der Chorwand an die christliche Nächstenliebe des hl. Vinzenz von Paul. Die Seitenaltäre sind wie im römischen Pantheon um die Rotunde acht Kapellen angeordnet. Jeder Altar wird von zwei korinthischen Säulen flankiert. In nahe gelegenen Nischen sind Heiligenstatuen aufgestellt.
Das Mosaik Die Erschaffung der Welt befindet sich über dem Eingang in der Arkade der Westkirche und ist an einer Stahlbetonplatte befestigt, die sich 8 Meter über dem Boden der Kirche befindet. Die Komposition ist eine abstrakte Darstellung der biblischen Beschreibung im Buch Genesis. Der Stil ist eine Mischung aus Linien und drei Farben, Rot, Blau und Gold. Die westlich gelegenen Eingangstüren der Segnungen sind mit 16 bronzenen Basreliefs beschriftet. Das Ensemble wurde vom Bildhauer Michał Kubiak realisiert. Auf der Außenseite der Tür sind die acht Seligpreisungen aus dem Matthäus-Evangelium (Mt 5,3-11 ) dargestellt. Auf der Innenseite befinden sich ein Wappen von Bydgoszcz, ein Monogramm des heiligen Vinzenz von Paul und das Ordenswappen der Vinzentiner.
Die zunächst 22-stimmige Orgel mit zwei Manualen und Pedal wurde 1932 von Joseph Goebel von Gdańsk gebaut. Das 1945 beschädigte Instrument wurde Mitte der 1970er Jahre auf die Chorempore versetzt und auf 37 Register erweitert. Die letzte Renovierung erfolgte 1989.